# Toute la mémoire du monde
Toute la mémoire du monde és un curtmetratge documental d'Alain Resnais estrenat al 1956. Aquest curtmetratge forma part de la seva col·lecció de curtmetratges d'estil documental de la seva filmografia primerenca, anterior a l'estrena de Hiroshima mon amour, el seu primer llargmetratge. Dins aquesta "col·lecció" s'hi inclouen altres títols com Nuit et brouillard (nit i boira), Van Gogh o Les statues meurent aussi (Les estàtues també moren), aquesta realitzada a partir d'un guió de Chris Marker.
El curtmetratge té una durada de 21 minuts i està produït a França. Fa una descripció i una anàlisi de la Biblioteca Nacional de París. Amb una càmera hàbil i rítmica que acaba sent una al·legoria sobre diferents mètodes de emmagatzemar la memòria i el coneixement de l'ésser humà al llarg de la història: els diferents sistemes, la manipulació i procediments de classificació.